# Bouillac (Tarn-et-Garonne)
Bouillac is een gemeente in het Franse departement Tarn-et-Garonne (regio Occitanie) en telt 464 inwoners (2004). De plaats maakt deel uit van het arrondissement Montauban.

## Geografie
De oppervlakte van Bouillac bedraagt 30,4 km², de bevolkingsdichtheid is 15,3 inwoners per km².
De onderstaande kaart toont de ligging van Bouillac (Tarn-et-Garonne) met de belangrijkste infrastructuur en aangrenzende gemeenten.

## Demografie
Onderstaande figuur toont het verloop van het inwonertal (bron: INSEE-tellingen).